# Oaza rekolekcyjna
Oaza rekolekcyjna – 10- lub 15-dniowy wyjazd na rekolekcje zamknięte organizowany przez Ruch Światło-Życie, mający na celu pogłębienie wiary poprzez formację w małych grupach, codzienną Eucharystię, modlitwę, rozważanie Pisma Świętego oraz służbę dla wspólnoty. Każdy z piętnastu dni poświęcony jest jednej tajemnicy różańca.
Istnieją obecnie następujące typy oaz rekolekcyjnych:
- Oaza Dzieci Bożych (dla dzieci ze szkoły podstawowej do klasy 6),
- Oaza Nowej Drogi – trzy stopnie (dla młodzieży od klasy 7 szkoły podstawowej),
- Oaza Nowego Życia – również trzy stopnie (dla młodzieży i dorosłych, także rodzin).

1. stopień - przyjęcie Jezusa jako Pana i zbawiciela
2. stopień - wyjście z niewoli grzechu
3. stopień - Kościół Matką - Matka Kościoła

- Oaza Rodzin – również trzy stopnie (dla małżeństw i rodzin).

Uwieńczeniem formacji podstawowej jest Oaza Rekolekcyjna Diakonii (ORD). Są to czterodniowe rekolekcje  poświęcone syntetycznemu przedstawieniu ideałów i duchowości Ruchu Światło-Życie.
Poza formacją podstawową istnieją także rekolekcje specjalistyczne, m.in. Oaza Rekolekcyjna Animatorów Ewangelizacji (ORAE), Oaza Rekolekcyjna Animatorów Rodzin (ORAR), KAMUZO (kurs dla animatorów muzycznych) oraz Kurs Oazowy Dla Animatorów (KODA), KODAL (Kurs Oazowy Dla Animatorów Liturgicznych).